# جوزفات كيبرونو مينجو

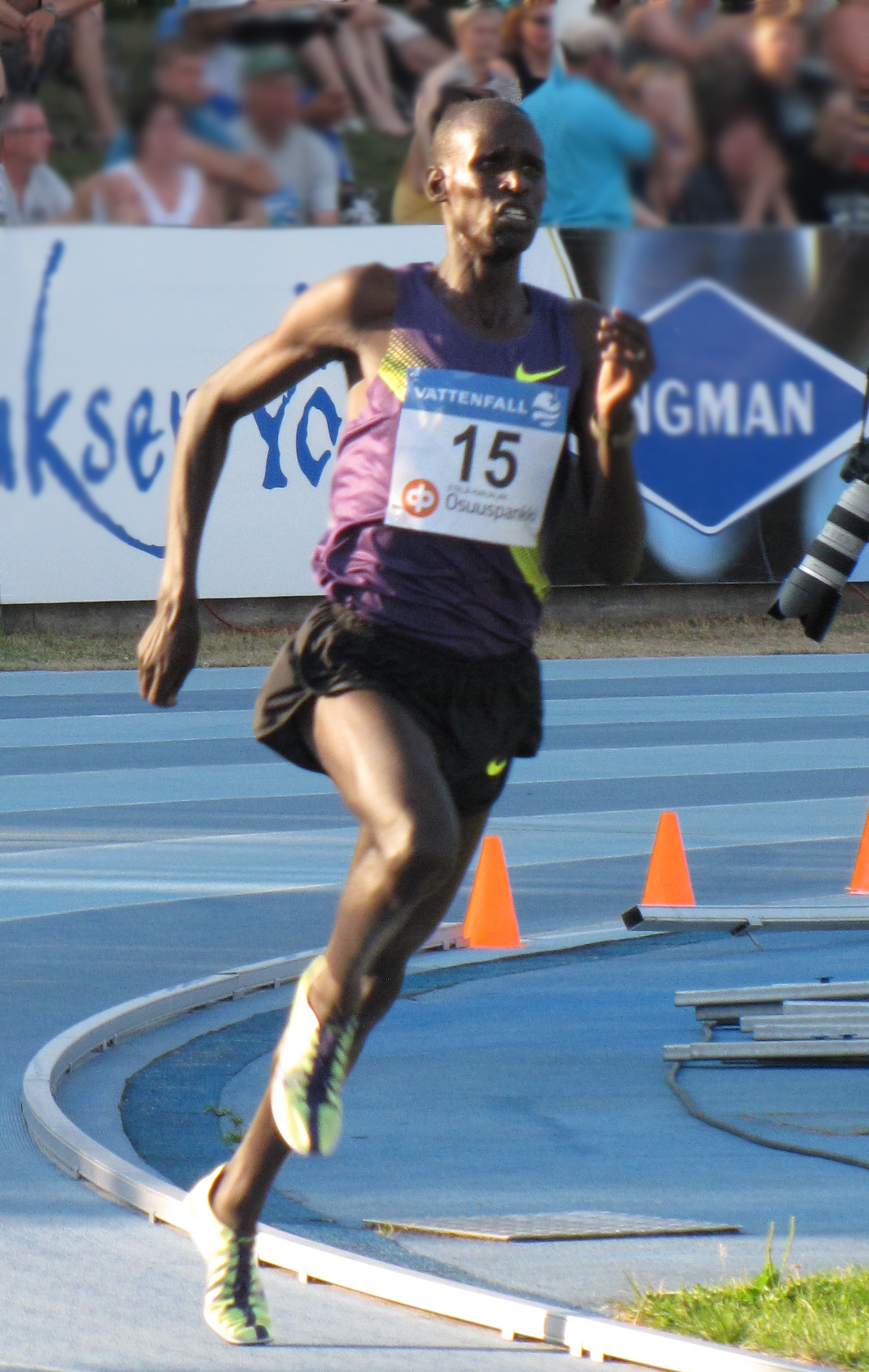
كيبرونو مينجو في سنة 2010

جوزفات كيبرونو مينجو (بالإنجليزية: Josphat Kiprono Menjo) هو عداء مسافات طويلة كيني ولد في يوم 20 أغسطس 1979 في مدينة كابسابيت في كينيا، مثل كينيا في عدة منافسات دولية وكان أبرز إنجازاته هو فوزه بالميدالية الفضية في ألعاب عموم أفريقيا 2007 في مدينة الجزائر.

## روابط خارجية
- جوزفات كيبرونو مينجو على موقع الاتحاد الدولي لألعاب القوى (الإنجليزية)